# Mount Rex
Mount Rex är ett berg i Antarktis. Det ligger i Västantarktis. Chile och Storbritannien gör anspråk på området. Toppen på Mount Rex är 1 105 meter över havet.
Terrängen runt Mount Rex är huvudsakligen lite kuperad. Mount Rex är den högsta punkten i trakten. Trakten är obefolkad. 